# Архипелаг (фрегат, 1828)
«Архипелаг» — парусный 60-пушечный фрегат Черноморского флота Российской империи.

## Описание фрегата
Один из шести 60-пушечных фрегатов типа «Тенедос», построенных в Николаеве под наблюдением адмирала А. С. Грейга. По размерам и вооружению они не слишком уступали 74-пушечным линейным кораблям и иногда именовались 60-пушечными кораблями.

## История службы
Фрегат «Архипелаг» был заложен в Николаеве и после спуска на воду в 1829 году вошел в состав Черноморского Флота.
В 1830 году принимал участие в перевозке русских войск из Варны в Феодосию. Находился в практических плаваниях в Чёрном море в 1831, 1832, 1834—1836 годах. 

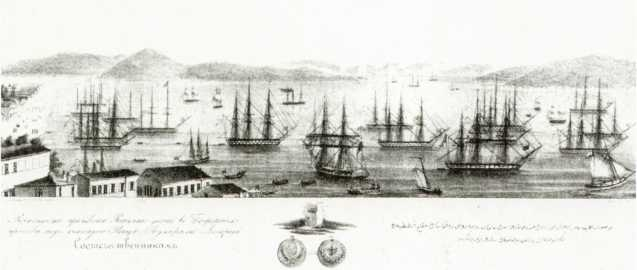
Эскадра Черноморского флота в Босфоре. Гравюра 1830-х годов

В 1833 году принимал участие в экспедиции Черноморского флота на Босфор. 2 февраля вышел из Севастополя в составе эскадры контр-адмирала М. П. Лазарева и к 8 февраля прибыл в Буюк-Дере. 28 июня, приняв на борт войска, с эскадрой вышел из Буюк-Дере и, высадив войска в Феодосии 3 июля, к 22 июля вернулся в Севастополь.
В 1837 году в составе отряда контр-адмирала С. А. Эсмонта находился у кавказского побережья в районе Сухум-Кале. 7 июня отряд подошел к мысу Адлер, вел огонь по позициям горцев и высадил десант, основавший укрепление Святого Духа.
В 1838 году фрегат «Архипелаг» переоборудован в блокшив.

## Командиры фрегата
Командирами судна в разное время служили:
- А. Г. Конотопцев (1829 год)[4].
- К. П. Богданович (1830—1833 годы)[2].
- Ф. И. Ратч (1834—1837 годы).